# Doloclanes amyda
Doloclanes amyda är en nattsländeart som beskrevs av Ross 1956. Doloclanes amyda ingår i släktet Doloclanes och familjen stengömmenattsländor. Inga underarter finns listade i Catalogue of Life.